# Österreichische Fußballmeisterschaft 1913/14
Die Österreichische Fußballmeisterschaft 1913/14 wurde, wie bereits im Vorjahr, vom Niederösterreichischen Fußball-Verband ausgerichtet. Teilnahmeberechtigt waren ausschließlich Mannschaften aus Wien und den Wiener Vororten. Vereine aus den Kronländern hatten keine Möglichkeit an der Meisterschaft teilzunehmen. Anstelle der Relegationsspiele wurde erstmals ein direkter Auf- und Abstieg eingeführt.

## Österreichisches Kernland
Im heutigen österreichischen Kernland trug der Niederösterreichische Fußballverband (NÖV) in Niederösterreich und Wien eine Meisterschaft aus. Auch wurde eine Meisterschaft in der Steiermark, bei der Kärntner Vereine mitspielten konnten, ausgetragen, die vom Deutsch-Alpenländischen Fußballverband (DAFV) organisiert wurde.

### Erste Klasse (NFV)

#### Allgemeines
Die Meisterschaft in der Ersten Klasse wurde von 10 Mannschaften bestritten, die während des gesamten Spieljahres je zweimal aufeinander trafen. Der Wiener Association FC wurde in dieser Spielsaison zum ersten und einzigen Mal Österreichischer Fußballmeister. Der WAF und die Mannschaft von SK Rapid Wien lieferten sich über die ganze Saison ein hartes Duell, das erst in der letzten Runde im direkten Aufeinandertreffen der beiden Kontrahenten entschieden wurde. Rapid benötigte einen Sieg zum dritten Meistertitel in Folge, dem Wiener Association FC reicht hingegen ein Remis für den Gewinn der Meisterschaft. Da das Spiel mit 1:1 unentschieden endete, hieß der Meister erstmals nicht Rapid Wien.
Kurios verlief in dieser Saison die Abstiegsfrage: Nachdem in den vorangegangenen Spieljahren der Zweitligameister in den Relegationsspielen zur Ersten Klasse immer unterlegen war, stellten die Funktionäre des First Vienna FC 1894 einen Antrag auf Einführung einer automatischen Auf- und Abstiegsregelung. Der Niederösterreichische Fußballverband gab diesem Antrag statt und beschloss, dass der letzte Verein der Ersten Klasse absteigen und der Meister der Zweiten Klasse ohne Relegation aufsteigen durfte. Mit dem First Vienna FC 1894 Wien war am Saisonende ausgerechnet der antragsstellende Verein auf dem letzten Tabellenplatz zu finden und protestierte umgehend gegen diese (selbst vorgeschlagene!) Regelung. Der Verband wies den Protest ab, worauf die Vienna umgehend aus demselben austrat und mit dem Football Union of Austrian Nations, kurz FUAN, auf Deutsch Fußball-Union der Österreichischen Völker, einen eigenen Konkurrenzverband gründete. Dem Verband schlossen sich einige Vereine Österreichs und Böhmens an. Die Union wurde nach zwei Jahren wieder aufgelöst, woraufhin die der First Vienna FC 1894 reumütig in den eigentlichen Fußballverband zurückkehrte.

#### Abschlusstabelle
| Pl.                                                          | Verein                   | Sp. | S  | U | N  | Tore    | Quote | Punkte |
| ------------------------------------------------------------ | ------------------------ | --- | -- | - | -- | ------- | ----- | ------ |
| 1.                                                           | Wiener Association FC    | 18  | 12 | 3 | 3  | 054:340 | 1,59  | 27     |
| 2.                                                           | SK Rapid Wien (M)        | 18  | 11 | 5 | 2  | 051:260 | 1,96  | 27     |
| 3.                                                           | Wiener AC                | 18  | 8  | 7 | 3  | 051:270 | 1,89  | 23     |
| 4.                                                           | Wiener Sport-Club        | 18  | 9  | 4 | 5  | 040:290 | 1,38  | 22     |
| 5.                                                           | Wiener Amateur SV        | 18  | 7  | 3 | 8  | 034:430 | 0,79  | 17     |
| 6.                                                           | 1. Simmeringer SC EZ1    | 18  | 6  | 4 | 8  | 038:420 | 0,90  | 16     |
| 7.                                                           | SpC Rudolfshügel         | 18  | 5  | 6 | 7  | 025:360 | 0,69  | 16     |
| 8.                                                           | Floridsdorfer AC         | 18  | 4  | 5 | 9  | 032:430 | 0,74  | 13     |
| 9.                                                           | ASV Hertha Wien (RG)     | 18  | 2  | 7 | 9  | 027:440 | 0,61  | 11     |
| 10.                                                          | First Vienna FC 1894 EK2 | 18  | 3  | 2 | 13 | 021:490 | 0,43  | 08     |
| Stand: Endstand. Quelle: Austria Soccer, Rapid-Archiv, RSSSF |                          |     |    |   |    |         |       |        |

| (M)  | Österreichischer Meister 1912/13           |
| (RG) | Gewinner der Relegation der Saison 1912/13 |

Aufsteiger
- Zweite Klasse A: SC Wacker Wien

#### Spiele im Detail
| Durchgang im Sommer/Herbst | Durchgang im Sommer/Herbst                   | Durchgang im Sommer/Herbst |
| Datum                      | Spielpaarung                                 | Ergeb.                     |
| August 1913                | August 1913                                  | August 1913                |
| -------------------------- | -------------------------------------------- | -------------------------- |
| 31. August 1913            | 1. Simmeringer SC – First Vienna FC 1894     | 3:0                        |
| 31. August 1913            | SK Rapid Wien – Wiener Amateur SV            | 4:0                        |
| 31. August 1913            | Wiener AC – SC Rudolfshügel                  | 1:1                        |
| 31. August 1913            | Wiener Association FC – Floridsdorfer AC     | 5:4                        |
| 31. August 1913            | Wiener Sport-Club – ASV Hertha Wien          | 3:1                        |
| September 1913             |                                              |                            |
| 14. September 1913         | First Vienna FC 1894- SK Rapid Wien          | 0:5                        |
| 14. September 1913         | Wiener AC – ASV Hertha Wien                  | 5:1                        |
| 14. September 1913         | Wiener Association FC – SC Rudolfshügel      | 6:0                        |
| 14. September 1913         | Wiener Sport-Club – Wiener Amateur SV        | 2:1                        |
| 21. September 1913         | 1. Simmeringer SC – ASV Hertha Wien          | 3:3                        |
| 21. September 1913         | First Vienna FC 1894 – Floridsdorfer AC      | 1:2                        |
| 21. September 1913         | Wiener Association FC – Wiener Amateur SV    | 5:3                        |
| 28. September 1913         | SK Rapid Wien – SC Rudolfshügel              | 6:4                        |
| Oktober 1913               |                                              |                            |
| 12. Oktober 1913           | ASV Hertha Wien – Floridsdorfer AC           | 2:2                        |
| 12. Oktober 1913           | SK Rapid Wien – Wiener Association FC        | 2:2                        |
| 12. Oktober 1913           | SC Rudolfshügel – 1. Simmeringer SC          | 3:1                        |
| 12. Oktober 1913           | Wiener Amateur SV – First Vienna FC 1894     | 5:1                        |
| 12. Oktober 1913           | Wiener Sport-Club – Wiener AC                | 4:4                        |
| 19. Oktober 1913           | 1. Simmeringer SC – Wiener Amateur SV        | 2:4                        |
| 19. Oktober 1913           | Floridsdorfer AC – SK Rapid Wien             | 2:2                        |
| 19. Oktober 1913           | SC Rudolfshügel – First Vienna FC 1894       | 2:2                        |
| November 1913              |                                              |                            |
| 1. November 1913           | SK Rapid Wien – Wiener Sport-Club            | 2:0                        |
| 1. November 1913           | SC Rudolfshügel – ASV Hertha Wien            | 0:0                        |
| 1. November 1913           | Wiener AC – Wiener Association FC            | 2:1                        |
| 9. November 1913           | Floridsdorfer AC – Wiener Sport-Club         | 1:3                        |
| 9. November 1913           | ASV Hertha Wien – Wiener Association FC      | 3:3                        |
| 9. November 1913           | SK Rapid Wien – 1. Simmeringer SC            | 4:2                        |
| 9. November 1913           | SC Rudolfshügel – Wiener Amateur SV          | 2:1                        |
| 9. November 1913           | Wiener AC – First Vienna FC 1894             | 2:0                        |
| 15. November 1913          | 1. Simmeringer SC – Wiener Association FC    | 3:2                        |
| 15. November 1913          | ASV Hertha Wien – Wiener Amateur SV          | 2:4                        |
| 15. November 1913          | SK Rapid Wien – Wiener AC                    | 2:2                        |
| 15. November 1913          | SC Rudolfshügel – Floridsdorfer AC           | 2:1                        |
| 15. November 1913          | Wiener Sport-Club – First Vienna FC 1894     | 1:1                        |
| 23. November 191           | 1. Simmeringer SC – Wiener Sport-Club        | 2:2                        |
| 23. November 1913          | Floridsdorfer AC – Wiener AC                 | 1:1                        |
| 23. November 1913          | SK Rapid Wien – ASV Hertha Wien              | 4:2                        |
| 23. November 1913          | Wiener Association FC – First Vienna FC 1894 | 5:1                        |
| 30. November 1913          | Floridsdorfer AC – Wiener Amateur SV         | 0:2                        |
| 30. November 1913          | ASV Hertha Wien – First Vienna F             | 3:0                        |
| 30. November 1913          | SC Rudolfshügel – Wiener Sport-Club          | 0:2                        |
| 30. November 1913          | Wiener AC – 1. Simmeringer SC                | 1:2                        |
| Dezember 1913              |                                              |                            |
| 7. Dezember 1913           | Floridsdorfer AC – 1. Simmeringer SC         | 2:2                        |
| 7. Dezember 1913           | Wiener Amateur SV – Wiener AC                | 0:5                        |
| 7. Dezember 1913           | Wiener Association FC – Wiener Sport-Club    | 0:3                        |

| Durchgang im Frühjahr | Durchgang im Frühjahr                        | Durchgang im Frühjahr |
| Datum                 | Spielpaarung                                 | Ergeb.                |
| März 1914             | März 1914                                    | März 1914             |
| --------------------- | -------------------------------------------- | --------------------- |
| 1. März 1914          | First Vienna FC 1894 – Wiener Amateur SV     | 1:3                   |
| 1. März 1914          | Wiener AC- Floridsdorfer AC                  | 7:0                   |
| 1. März 1914          | Wiener Association FC- ASV Hertha Wien       | 2:1                   |
| 8. März 1914          | Floridsdorfer AC- SpC Rudolfshügel           | 1:0                   |
| 15. März 1914         | ASV Hertha Wien – SpC Rudolfshügel           | 1:1                   |
| 15. März 1914         | SK Rapid Wien- First Vienna FC 1894          | 3:1                   |
| 15. März 1914         | Wiener Association FC- Wiener AC             | 2:0                   |
| 15. März 1914         | Wiener Sport-Club- Floridsdorfer AC          | 2:0                   |
| 22. März 1914         | Wiener AC – Wiener Sport-Club                | 2:2                   |
| 25. März 1914         | ASV Hertha Wien – SK Rapid Wien              | 2:3                   |
| 25. März 1914         | SpC Rudolfshügel – Wiener Association FC     | 3:4                   |
| 25. März 1914         | First Vienna FC 1894 – Wiener AC             | 2:5                   |
| 29. März 1914         | Floridsdorfer AC – ASV Hertha Wien           | 1:1                   |
| 29. März 1914         | Wiener Association FC – 1. Simmeringer SC    | 2:1                   |
| 29. März 1914         | Wiener Sport-Club- SK Rapid Wien             | 2:1                   |
| April 1914            |                                              |                       |
| 19. April 1914        | ASV Hertha Wien – Wiener Sport-Club          | 0:3                   |
| 19. April 1914        | SK Rapid Wien- Floridsdorfer AC              | 7:2                   |
| 19. April 1914        | First Vienna FC 1894 – SpC Rudolfshügel      | 1:2                   |
| 19. April 1914        | Wiener AC – Wiener Amateur SV                | 2:2                   |
| 26. April 1914        | ASV Hertha Wien – Wiener AC                  | 1:5                   |
| 26. April 1914        | SpC Rudolfshügel – SK Rapid Wien             | 0:1                   |
| 26. April 1914        | First Vienna FC 1894 – Wiener Sport-Club     | 3:1                   |
| Mai 1914              |                                              |                       |
| 10. Mai 1914          | Floridsdorfer AC – Wiener Association FC     | 2:3                   |
| 10. Mai 1914          | Wiener AC – SK Rapid Wien                    | 1:1                   |
| 10. Mai 1914          | Wiener Amateur SV – SpC Rudolfshügel         | 1:1                   |
| 10. Mai 1914          | Wiener Sport-Club – 1. Simmeringer SC        | 1:5                   |
| 17. Mai 1914          | SpC Rudolfshügel – Wiener AC                 | 2:1                   |
| 17. Mai 1914          | Wiener Amateur SV – Wiener Sport-Club        | 3:1                   |
| 17. Mai 1914          | Wiener Association FC – SK Rapid Wien        | 1:1                   |
| 21. Mai 1914          | 1. Simmeringer SC – Wiener AC                | 3:5                   |
| 21. Mai 1914          | Wiener Amateur SV – Wiener Association FC    | 0:5                   |
| 24. Mai 1914          | 1. Simmeringer SC – Floridsdorfer AC         | 1:5                   |
| 24. Mai 1914          | Wiener Amateur SV – ASV Hertha Wien          | 1:1                   |
| Juni 1914             |                                              |                       |
| 7. Juni 1914          | 1. Simmeringer SC – SpC Rudolfshügel         | 1:1                   |
| 7. Juni 1914          | Floridsdorfer AC – First Vienna FC 1894      | 1:2                   |
| 7. Juni 1914          | Wiener Sport-Club – Wiener Association FC    | 3:2                   |
| 11. Juni 1914         | First Vienna FC 1894 – 1. Simmeringer SC     | 2:0                   |
| 11. Juni 1914         | Wiener Amateur SV – SK Rapid Wien            | 1:2                   |
| 11. Juni 1914         | Wiener Sport-Club – SpC Rudolfshügel         | 5:1                   |
| 21. Juni 1914         | First Vienna FC 1894 – ASV Hertha Wien       | 1:2                   |
| 21. Juni 1914         | Wiener Amateur SV – 1. Simmeringer SC        | 3:2                   |
| 28. Juni 1914         | 1. Simmeringer SC – SK Rapid Wien            | 2:1                   |
| 28. Juni 1914         | Wiener Amateur SV – Floridsdorfer AC         | 0:5                   |
| 29. Juni 1914         | ASV Hertha Wien – 1. Simmeringer SC          | 1:3                   |
| 29. Juni 1914         | First Vienna FC 1894 – Wiener Association FC | 2:4                   |

#### Torschützenliste
| Pl.                    | Tore    | Spieler            | Verein                |
| ---------------------- | ------- | ------------------ | --------------------- |
| 1.                     | 25 Tore | Johann Neumann     | Wiener AC             |
| 2.                     | 20 Tore | Johann Schwarz     | Wiener Association FC |
| 3.                     | 16 Tore | Ferdinand Swatosch | 1. Simmeringer SC     |
| 4.                     | 13 Tore | Richard Kuthan     | SK Rapid Wien         |
| 5.                     | 10 Tore | Adolf Fischera     | Wiener Association FC |
|                        |         | Leopold Grundwald  | SK Rapid Wien         |
|                        |         | Alois Müller       | Wiener Sportclub      |
|                        |         | Johann Studnicka   | Wiener AC             |
| Quelle: Austria Soccer |         |                    |                       |

siehe auch Liste der besten Torschützen Österreichs

#### Die Meistermannschaft
| Wiener Association FC |
| Rudolf Axmann, Leopold Bode, Anton Cargnelli, Adolf Fischera, Josef Haist, Josef Hawlik, Leopold Heinz, Franz Heinzl, Georg Heiß, Hubac, Friedrich Kohn, Alois Kwietek, Leopold Neubauer, Henry Pak, Prohaska, Johann Schwarz, Franz Sedlacek, Felix Tekusch, Karl Tekusch, Otto Übleis, Johann Weinberg |
| Quelle: Austria Soccer |

### Zweite Klasse A (NFV)

#### Allgemeines
Die Meisterschaft in der Zweiten Klasse A wurde von 13 Mannschaften bestritten, die während des gesamten Spieljahres je zweimal aufeinander trafen. SC Wacker Wien holte den dritten Meistertitel in der Zweiten Klasse A in Folge und durfte endlich als erster Verein in die Erste Klasse aufsteigen. Sehr spielstark präsentierten sich die Aufsteiger aus der Zweiten Klasse B. Admira Wien belegte überraschend den zweiten, die Hakoah sensationell den dritten Rang. Die Absteiger aus der Zweiten Klasse A sind nicht bekannt, da die Daten der Folgesaison fehlen. Der SK Admira startete 1913 unter dem Namen 1. Groß-Floridsdorfer FK Admira in die Meisterschaft, benannte sich während der Saison um.

#### Abschlusstabelle
| Pl.                                            | Verein                           | Sp. | S  | U | N  | Tore    | Quote | Punkte |
| ---------------------------------------------- | -------------------------------- | --- | -- | - | -- | ------- | ----- | ------ |
| 1.                                             | SC Wacker Wien (RV)              | 24  | 21 | 1 | 2  | 102:150 | 6,80  | 43     |
| 2.                                             | SK Admira Wien (N)               | 24  | 18 | 3 | 3  | 069:200 | 3,45  | 39     |
| 3.                                             | SC Hakoah Wien (N)               | 24  | 13 | 7 | 4  | 059:350 | 1,69  | 33     |
| 4.                                             | SC Donaustadt                    | 24  | 13 | 6 | 5  | 074:290 | 2,55  | 32     |
| 5.                                             | SC Red Star Wien                 | 24  | 12 | 4 | 8  | 042:390 | 1,08  | 28     |
| 6.                                             | SC Ober St. Veit                 | 24  | 10 | 3 | 11 | 054:570 | 0,95  | 23     |
| 7.                                             | SC Blue Star Wien ZKA1           | 24  | 7  | 4 | 13 | 040:640 | 0,63  | 18     |
| 8.                                             | Vienna Cricket and Football-Club | 24  | 8  | 2 | 14 | 027:580 | 0,47  | 18     |
| 9.                                             | Wiener Sportfreunde              | 24  | 8  | 2 | 14 | 030:430 | 0,70  | 18     |
| 10.                                            | SK Favoritner Vorwärts           | 24  | 7  | 4 | 13 | 020:470 | 0,43  | 18     |
| 11.                                            | Favoritner FK Sturm ZKA2         | 24  | 4  | 5 | 15 | 026:600 | 0,43  | 13     |
| 12.                                            | Wiener Bewegungsspieler          | 24  | 6  | 2 | 16 | 031:620 | 0,50  | 14     |
| 13.                                            | SC Südmark Wien                  | 24  | 4  | 5 | 15 | 021:660 | 0,32  | 13     |
| Stand: Endstand. Quelle: Austria Soccer, RSSSF |                                  |     |    |   |    |         |       |        |

| (N)  | Neuaufsteiger der Saison 1912/13            |
| (RV) | Verlierer der Relegation der Saison 1912/13 |

Aufsteiger
- Zweite Klasse B: Floridsdorfer SC, Liesinger ASK, Nußdorfer AC, SK Slovan Wien, Währinger Bycicle-Club

### Meisterschaft des DAFV
Neben den Vorjahrsteilnehmern nahm noch der Klagenfurter AC an der Meisterschaft des Deutsch-Alpenländischen Fußballverbandes teil. Meister wurde wieder der Grazer Fußballclub „Sturm“.

## Situation in den Kronländern

### Böhmen – Erste Klasse
Der Deutsche Fußball-Verband für Böhmen trug in dieser Saison seine zweite Meisterschaft aus. Es wurde eine Tschechische Fußballmeisterschaft 1914 ausgetragen, die vom Český svaz footballový (ČSF) organisiert wurde.

#### Allgemeines
Es fanden sich vier Teilnehmer für die Meisterschaft des DFVfB, Karlsbader FK, Teplitzer FK und die zwei Prager Verein DSB Prag und DFC Prag, der letztere gewann die Meisterschaft.

#### Abschlusstabelle
| Pl.                                                 | Verein        | Sp. | S | U | N | Tore | Quote | Punkte |
| --------------------------------------------------- | ------------- | --- | - | - | - | ---- | ----- | ------ |
| 1.                                                  | DFC Prag      |     |   |   |   |      |       |        |
| 2.                                                  | Karlsbader FK |     |   |   |   |      |       |        |
| 3.                                                  | Teplitzer FK  |     |   |   |   |      |       |        |
| 4.                                                  | DSB Prag      |     |   |   |   |      |       |        |
| Stand: Endstand. Quelle: Quelle: webalice.it, RSSSF |               |     |   |   |   |      |       |        |

### Mähren-Schlesien
Bekannte Spielpaarungen
|              | Ergebnis |                     |
| ------------ | -------- | ------------------- |
| DSV Troppau  | 8:2      | FC Rekord Troppau   |
| DSV Troppau  | 5:1      | Troppauer SV        |
| DSV Troppau  | 7:2      | DFC Silesia Troppau |
| BBSV Bielitz | 2:2      | DSV Troppau         |
| DSV Troppau  | 4:1      | BBSV Bielitz        |

### Polen (Galizien)
Die österreichische Meisterschaft in Polen wurde nach drei Runden wegen des Beginns des Ersten Weltkrieges abgebrochen. Zu dieser Zeit führte Cracovia Kraków, der als letzter Meister des Deutschen Fußball-Verbandes für Polen gewertet wurde.
Abschlusstabelle
| Pl.                            | Verein          | Sp. | S | U | N | Tore    | Quote | Punkte |
| ------------------------------ | --------------- | --- | - | - | - | ------- | ----- | ------ |
| 1.                             | Cracovia Kraków | 3   | 2 | 1 | 0 | 005:100 | 5,00  | 05     |
| 2.                             | Czarni Lemberg  | 3   | 2 | 1 | 0 | 007:400 | 1,75  | 05     |
| 3.                             | Pogoń Lemberg   | 4   | 1 | 0 | 3 | 005:900 | 0,56  | 02     |
| 4.                             | Wisła Krakau    | 2   | 0 | 0 | 2 | 001:400 | 0,25  | 0      |
| Stand: Endstand. Quelle: RSSSF |                 |     |   |   |   |         |       |        |